# Turkfolk

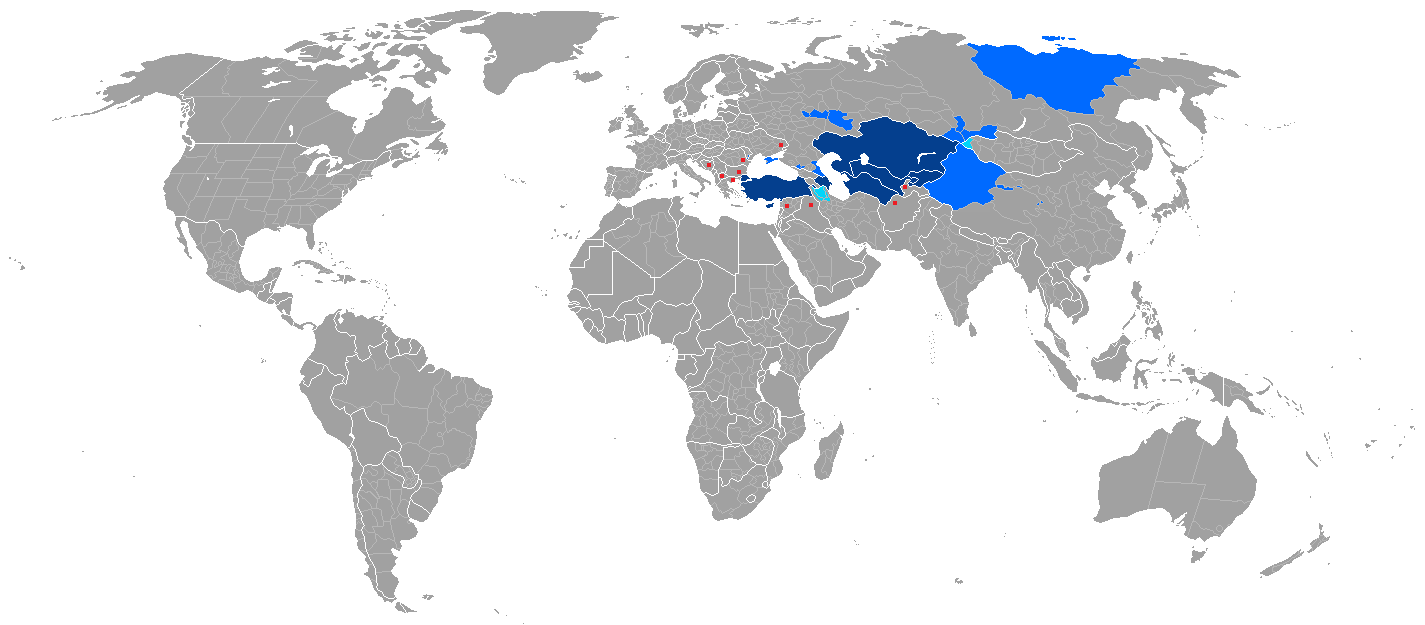
Länder med ett officiellt turkspråk
Autonoma områden med ett officiellt turkspråk

Turkfolk är folk som talar turkiska eller andra turkspråk. De är i regel bosatta i delar av Eurasien, inklusive områden i norr, mitten och väster. Turkfolk bor också i Kina, Mongoliet och i östra Europa.

## Definition och utbredning
De olika turkfolken definieras bland annat utifrån sitt språk, som är något av språken inom den turkiska språkfamiljen. Totalt omfattar detta cirka 200 miljoner människor, varav de flesta är bosatta i Turkiet, Kina och i övriga Centralasien
Till de största turkfolken hör turkar (från Turkiet), kazaker, azerier, tatarer,  kirgizer, turkmener, uzbeker och uigurer. Till de mindre grupperna hör gagauzer, jakuter, kiptjaker, khazarer, basjkirer och tjuvasjer. Till historiska turkfolk räknas ibland seldjuker och osmaner trots att båda egentligen är benämningar på turkiska dynastier. Protobulgarerna antas ha varit ett turkfolk.

## Historik
Folken har till stora delar gemensamma traditioner men också i många fall olika historisk bakgrunder. De turkiska folken har invandrat till olika delar av Asien och Europa från områden i olika delar av Centralasien. De tidigaste utvandringarna skedde av nomadiserande ryttarfolk, som flyttade in i östra Europa under det första årtusendet e.Kr. Runt år 1000 anlände flera turkfolk till västra Asien, och seldjukernas erövringar av delar av Mellersta östern gav upphov till Korstågen (en kristenhetens militära respons).
Tidigare iransktalande områden av Centralasien är numera befolkade av turkfolk, och dagens Turkiet fick en turkisktalande befolkningsmajoritet först under eller efter medeltiden.
Spridningen av turkfolk runt Asien har skett i olika vågor. De deltog i  erövringar av Asien under Första-turkiska khanatet under 500-talet. Åtminstone ett av turkfolken har genom assimilation med omgivande folk förlorat sitt turkiska språk; detta gäller bulgarerna som istället övertagit ett slaviskt språk.

## Etymologi
Det första kända omnämnandet av termen turk kopplat till ett turkiskt folk skedde på 500-talet och relation till gökturkarna. Ett brev (daterat 585) från Ishbara Qaghan till Kinas kejsare Wen av Sui beskrev brevets avsändare som "Den store turkiska khanen". Orchoninskrifterna från år 735 använder orden turk och turuk.
Ordet turkfolk finns  belagt i svensk skrift sedan 1893.